# Arne Braun (Übersetzerin)
Arne Braun (* 21. September 1965 in Dresden) ist eine deutsche Übersetzerin. 

## Leben
Arne Braun absolvierte ein Studium der Germanistik und Niederlandistik, das sie mit dem Magistergrad abschloss. Sie ist wissenschaftliche Mitarbeiterin der Abteilung Niederlandistik der Universität Leipzig. Daneben übersetzt sie seit dem Jahr 2000 Romane, Erzählungen und Sachbücher aus dem Niederländischen und Englischen ins Deutsche. 
Arne Braun ist Mitglied im Verband deutschsprachiger Übersetzer literarischer und wissenschaftlicher Werke, der "Internationale Vereniging voor Neerlandistiek" sowie des Sächsischen Vereins zur Förderung literarischer Übersetzung "Die Fähre". Sie lebt in Leipzig.

## Übersetzungen (Auswahl)
- Adelheid van Beuningen: Ich, Terentia, Berlin 2005
- Lucette ter Borg: Fallkraut, Göttingen 2012
- Daniel Defoe: Libertalia, Berlin 2015 (übersetzt zusammen mit David Meienreis)
- Alex van Galen: Die Teufelssonate, Berlin 2011
- Karel Glastra van Loon: Lisas Atem, Leipzig 2002
- Karel Glastra van Loon: Passionsfrucht, Leipzig 2000
- Karel Glastra van Loon: Die Unsichtbaren, Berlin 2004
- Vonne van der Meer: Inselgäste, Leipzig 2001
- Vonne van der Meer: Inselliebe, Berlin 2008
- Vonne van der Meer: Die letzte Fähre, Leipzig 2002
- Vonne van der Meer: Was du nicht willst, Berlin 2006
- Hagar Peeters: Malva, Göttingen 2018